# كارمين كار
كارمين كار (بالإسبانية: Carmen Karr) هي عالمة موسيقى وملحنة وسفرجات ومترجمة وصحفية وكاتِبة إسبانية، ولدت في 16 مارس 1865 في برشلونة في إسبانيا، وتوفي بنفس المكان في 29 ديسمبر 1943.